# Wilhelm F. Kasch

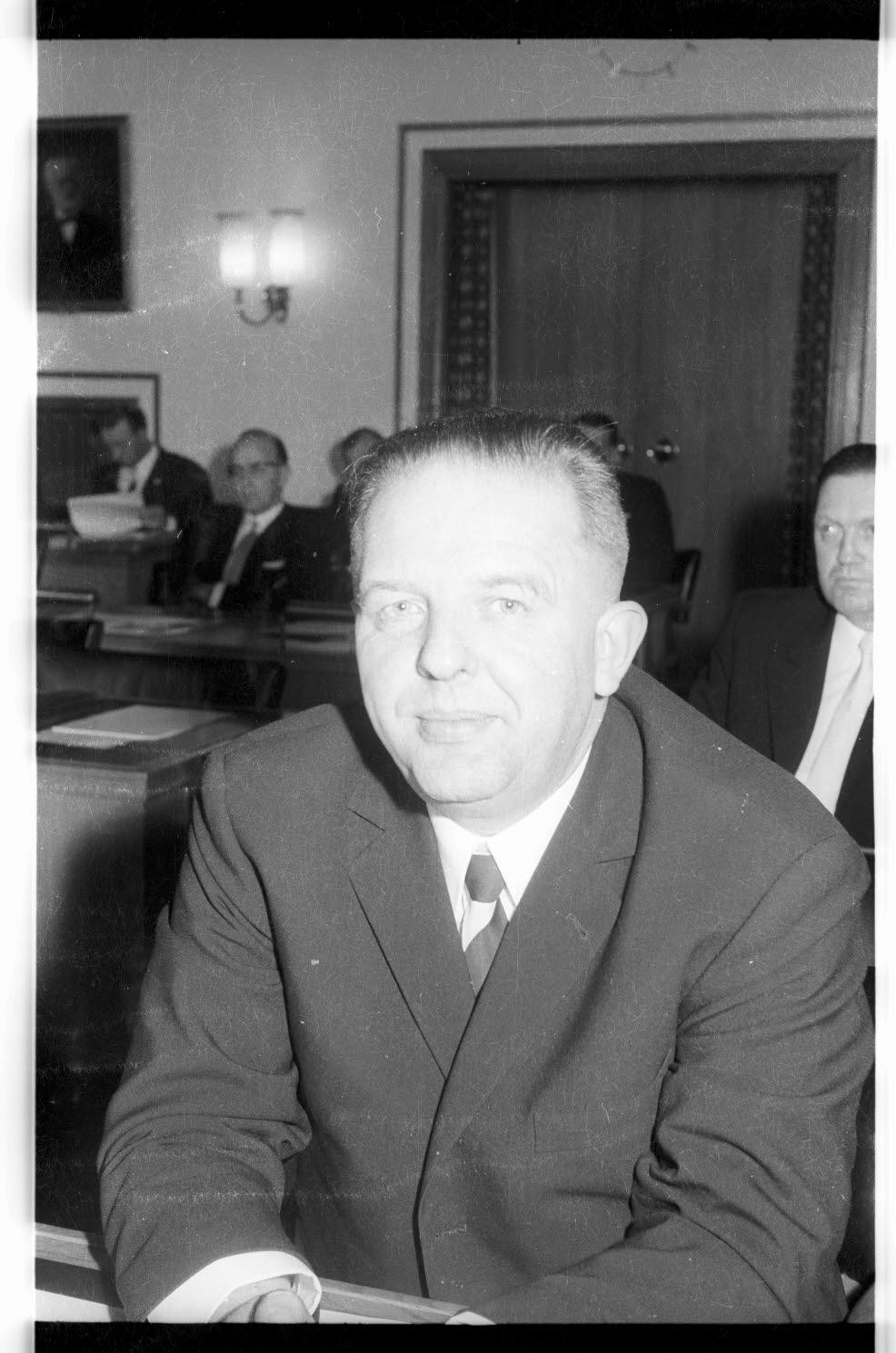
Wilhelm F. Kasch in der Kieler Ratsversammlung nach der Kommunalwahl 1966

Wilhelm Friedrich Kasch (* 1. Februar 1921 in Nordhackstedt; † 1. Oktober 1983 in Starnberg) war ein promovierter und habilitierter deutscher evangelisch-lutherischer Theologe, zuletzt ordentlicher Professor für „Evangelische Theologie mit dem Schwerpunkt Systematische Theologie und theologische Gegenwartsfragen“ an der Universität Bayreuth, der zeitgleich einen Lehrauftrag an der Theologischen Fakultät der Universität Erlangen-Nürnberg versah.

## Leben und Wirken
Kasch wurde geboren als Sohn des Pastors Lic. theol. Heinrich Kasch und seiner Ehefrau Martha, geb. Köster. In den Jahren 1927 und 1928 besuchte er die einklassige Volksschule in Nordhackstedt, von 1928 bis 1933 die Volksschule in Leck, wo sein Vater Propst geworden war. Nach Ostern 1933 wurde er in die Quarta des Alten Gymnasiums in Flensburg aufgenommen.
Im Herbst 1933 wurde sein Vater als Propst in Leck im Zuge des Kirchenkampfes abgesetzt und übernahm eine Pfarrstelle in Kiel-St. Jürgen. So besuchte Kasch von 1933 bis 1939 die Kieler Gelehrtenschule und legte dort Ostern 1939 seine Reifeprüfung ab.
1939 leistete er Arbeits- und Wehrdienst in einer Baukompanie in Polen. Vom 2. Januar 1940 bis 1. Februar 1941 studierte er 3 ½ Trimester Theologie in Erlangen. Von 1941 bis 1945 leistete er Militärdienst. Sein letzter Dienstgrad war Leutnant (M. A.) der Reserve.
Nach dem Krieg nahm er zum Wintersemester 1945/46 in Kiel das Theologiestudium wieder auf. Am 6. April 1946 heiratete er in Pegnitz die Medizinstudentin Lieselotte Gallisch (1920–2010), einzige Tochter des Torpedo-Oberstabsingenieurs a. D. und späteren Betriebsdirektors der Pegnitzhütte Albert Gallisch (1874–1936) und seiner Ehefrau Anny, geb. Ramm (1887–1957). Am 24. Februar 1947 wurde die Tochter Maria Christine geboren, die am 13. Mai 1947 nach noch nicht einmal drei Monaten Lebenszeit starb. Die weiteren fünf Kinder, Klaus, Brigitte, Susanne, Jens und Jörg gingen im Laufe der Zeit ihre eigenen beruflichen und familiären Wege.
Kasch wurde 1948 Verwalter und nach seiner Promotion 1952 Inhaber der Stelle des wissenschaftlichen Assistenten am theologischen Seminar der Universität Kiel. 1953 bestand er sein Pfarramtsexamen und wurde zum Pastor ordiniert.
Von der Bekennenden Kirche und seinen Jugenderfahrungen aus der Nazizeit geprägt, war Kasch politisch engagiert. Er trat in die noch junge CDU ein, weil ihn deren christlich ökumenische Grundlage ebenso überzeugte wie die daraus folgende antiideologische Haltung. Es ging ihm darum, aus einer Gebundenheit im Glauben die christliche Freiheit in den Alltagsfragen politisch verantwortlich umzusetzen. So engagierte Kasch sich neben seiner wissenschaftlichen Arbeit kommunalpolitisch.
Von 1955 bis 1966 war Kasch Ratsherr in Kiel und zeitweilig 1. stellvertretender Stadtpräsident und Stadtrat. Er war ehrenamtlicher Kulturdezernent und in dieser Funktion mitverantwortlich für das Entstehen des Freilichtmuseums in Molfsee.
1960 habilitierte sich Kasch für das Gesamtgebiet der Systematischen Theologie und wurde 1965 zum apl. Professor an der Christian-Albrechts-Universität zu Kiel ernannt. 1965 wurde ihm die Freiherr-vom-Stein-Medaille durch den Innenminister des Landes Schleswig-Holstein verliehen.
Seine seit 1941 verwitwete Mutter Martha Kasch war in den 1950er und 1960er Jahren Leiterin des Theologischen Studienhauses Kieler Kloster und Trägerin der Universitätsmedaille der Christian-Albrechts-Universität zu Kiel. Sie zog mit der Familie ihres Sohnes nach Nemschenreuth bei Pegnitz, als dieser 1966 einem Ruf nach Bayreuth folgte.
1966 wurde Kasch auf den Lehrstuhl für Evangelische Religionslehre und -pädagogik an der Pädagogischen Hochschule Bayreuth berufen. Seit 1969 versah Kasch eine Gastprofessur an der ehemaligen Pädagogischen Hochschule und heutigen Katholischen Universität Eichstätt.
Als theologischer Lehrer war er bestimmt von der Frage nach der Glaubwürdigkeit der christlichen Botschaft unter den Bedingungen der Moderne. Ihn bestimmte die Überzeugung, dass die Faszination des Christus in seinem lehrenden, heilenden und leidenden Wirken auch für das neuzeitliche Denken einen einladenden verständlichen Gottesbegriff bereitstellt.
1973 baute Kasch eine Forschungsstelle zur Erforschung von Problemen religiöser Sozialisation an der Universität Bayreuth auf. Ziel war die Erforschung der Relevanz des christlichen Glaubens als Faktor des gesellschaftlichen Bewusstseins und der gesellschaftlichen Folgen der Säkularisierung.
1977 begründete er zusammen mit Universitätspräsident Klaus Dieter Wolff das interdisziplinäre und internationale „Bayreuther Kolloquium zu Problemen religiöser Sozialisation“ (BK-PRS). Thema der ersten Tagung: „Entchristlichung und religiöse Desozialisation“ (BK-PRS 1):

„Die Diagnose zu erhärten, daß Gesellschaft, Wissenschaft, Politik, Wirtschaft auf der einen und christlicher Glaube auf der anderen Seite aneinander in die Krise geraten und im Dialog mit den betroffenen Wissenschaften Ansätze zu ihrer Überwindung zu schaffen, ist das Programm des ‚Bayreuther Kolloquiums zu Problemen religiöser Sozialisation‘. Daß das ein konservatives Programm ist, liegt … auf der Hand. Es geht nicht um Emanzipation und Veränderung von Strukturen, nicht um die Herstellung idealer Bedingungen für Humanität, sondern um die sinnhafte Integration der Gesellschaft in Wissenschaft, Politik, Wirtschaft und Glaube. Es geht um die Wahrung der Personalität des Menschen durch Zusage transzendent begründeter Freiheit in seinen Bedingungen. Es geht um die Wiederherstellung der Freiheit und Kompetenz der Vernunft gegenüber irrationalen und ideologischen Ängsten. Und es geht um eine sachgerechte, die Frustrationen einer differenzierten Gesellschaft ertragenden Ethik. ...“

Das Bayreuther Kolloquium war ein beachtlicher Versuch, die bundesrepublikanische Gesellschaft in einer Phase kritischen Übergangs von ihren christlichen Wurzeln her mit ihrer wachsenden Pluralität und Differenziertheit zu versöhnen.
Die Themen der weiteren Jahrestagungen:
- 1978: „Geld und Glaube“ (BK-PRS 2)
- 1979: „Christlicher Glaube und politischer Radikalismus“
- 1980: „Glaube und Arbeit“
- 1981: „Glaube und Gemeinwohl“ (BK-PRS 4)
- 1983: „Frieden und Glaube“ (BK-PRS 3)

1979 wurde Kaschs Lehrstuhl in „Lehrstuhl für Evangelische Theologie mit dem Schwerpunkt Systematische Theologie und theologische Gegenwartsfragen“ umbenannt. Im selben Jahr beteiligte sich Kasch an der Gründung des Vereins „Familie-Christ-Schule“, der sich das Ziel setzte, an den Problemfeldern Familie und Schule die Bedeutung und Leistungsfähigkeit des christlichen Glaubens für die gesellschaftliche Ordnung darzustellen. Vorsitzender des wissenschaftlichen Beirates des Vereins war Kasch seit 1980. Auch noch 1979 wurde Kasch in die Kommission „Kirche und Staat“ des Landesvorstandes der Christlich Sozialen Union (CSU) berufen.
1980 wurde Kasch in den Landesvorstand der CSU kooptiert. Er starb 1983 mit 62 Jahren.

## Beurteilung
„Der erste der mir für den Menschen Wilhelm Kasch als charakteristisch erscheinenden Begriffe ist der der Konzilianz, von mir empfunden im Sinne von ‚freundlichem, ja freundschaftlichem Entgegenkommen‘. Ich glaube, diese Konzilianz, die immer auch Toleranz mit dem Andersdenkenden und damit eine ausgeprägte Liberalität einschließt, bei ihm sowohl im alltäglichen Umgang mit den Mitmenschen als auch in der wissenschaftlichen und hochschulpolitischen Disputation festgestellt zu haben. Solches jedoch nur in der Form, nicht aber in der Sache, in der ich ihn stets seine wissenschaftlichen und wissenschaftspolitischen Erkenntnisse, Einsichten und Absichten mit Festigkeit und Entschlossenheit vertreten sah.
Der zweite Schlüsselbegriff ist meines Erachtens der der Integration. Wilhelm Kasch strebt auf seine Art und Weise immer nach integrativer Wirkung. Dies weniger in dem Sinne, eine konsensstiftende Leitfigur darzustellen – dafür sind die Ecken und Kanten dieser Persönlichkeit zu ausgeprägt. Auch nicht in dem Sinne, daß ihm das Fehlen fester und unwandelbarer Grundüberzeugungen das Aushandeln von schwachen Kompromissen erlauben würde. Im Gegenteil – Wilhelm Kasch besitzt als Mensch, Wissenschaftler und Hochschulpolitiker beinahe unerschütterliche Überzeugungen, für die er zu kämpfen bereit ist und die er mit Überzeugungskraft durchsetzen will. Integrativ wirkt er durch die vorerwähnte Konzilianz, durch sein Bemühen, dem Andersdenkenden, dem Diskussionsgegner und -partner argumentative Brücken zu bauen, durch sein Streben nach für alle tragfähigen Kompromissen.
Und schließlich ist für ihn der Begriff der Universalität kennzeichnend. Als Theologe versteht er sich ganz bewußt – und dies ist in diesem Zusammenhang charakterisierend – als Wissenschaftler. Das bedeutet das Vermeiden von dogmatischen Festlegungen, das Offensein für neue wissenschaftliche Erkenntnisse, die Bereitschaft zur Revision, wenn sich dies als nötig erweist, und schließlich auch das Streben, ständig in neue, unbekannte Gefilde forschend vorzudringen. Universalität heißt in der Person von Wilhelm Kasch, daß er neben dem Wissenschaftler und dem ‚Kirchenmann‘ auch den Politiker verkörpert, daß er unterschiedliche rollengebundene Denk- und Verhaltensweisen gleichermaßen überzeugend zu vertreten weiß. Universalität heißt in diesem Sinne, die Integration vieler sozialer Rollen erfolgreich einer in sich stimmigen sozialen Person zu leben.“

## Werke

### Qualifikationsschriften
- Dissertation: Studien zum Problem der historisch-kritischen Auslegung des Neuen Testamentes. (Theologie) Christian-Albrechts-Universität zu Kiel, 1952
- Habilitation: Die Sozialphilosophie von Ernst Troeltsch. (Systematische Theologie) Christian-Albrechts-Universität zu Kiel, 1960

### Monographien (in Auswahl)
- Eine Symphonie auflockernder Gedanken zur Schöpfungsgeschichte. 2 Bände, 1953
- Atheistischer Humanismus und christliche Existenz in der Gegenwart, 1964
- Martin Luther, 1967
- Krise der Kirche – gestern und heute, 1971

### Bayreuther Kolloquium zu Problemen religiöser Sozialisation
- Band 1: Entchristlichung und religiöse Desozialisation, Paderborn: Schöningh 1978
- Band 2: Geld und Glaube, Paderborn 1979
- Band 3: Frieden und Glaube. Zu den religiösen, ethischen und anthropologischen Voraussetzungen Frieden sichernder Politik im Zeitalter global wirksamer Massenvernichtungswaffen und weltanschaulich organisierter Machtblöcke, Paderborn 1983; darin:
  - Vorwort (S. 5–7)
  - Weltfriede und Friede Christi. Bemerkungen zur friedenspolitischen Kompetenz der Theologie (S. 237–255)
  - Kurzbiographie Wilhelm F. Kasch (S. 314 f.)
  - Würdigung der Person und des Wirkens von Professor Wilhelm F. Kasch. Gedenkworte der Trauerfeier in der Stadtpfarrkirche Pegnitz am 5. Oktober 1983 (S. 332–337, mit Beiträgen von Johannes Friedrich Meister, Klaus Dieter Wolff, Karl Hillermeier)
- Band 4: Glaube und Gemeinwohl, Paderborn 1986 (postum).